# Джалакудукский район
Джалакуду́кский райо́н (тума́н; узб. Jalaquduq tumani / Жалалқудуқ тумани, до 2016 — Джалалкудукский район) — район в восточной части Андижанской области Узбекистана. Административный центр — город Джалакудук.
Район граничит с Кургантепинским, Ходжаабадским, Пахтаабадским, Андижанским районами области, а также с Ошской и Джалал-Абадской областями Кыргызской Республики. Площадь района составляет 0,37 тыс. кв. км. Численность населения превышает 195 200 человек.

## История
Образован 29 сентября 1926 года. В период с 24 декабря 1962 года по 12 апреля 1973 года был в составе Ходжаабадского района.

## Этимология
Поскольку в Джалакудуке и прилегающих к нему кишлаках выпадало больше осадков, эти земли раньше были покрыты камышом и тугайными лесами. Существует предание, что название района происходит от слова "желе" или "желак": в прошлом местные жители ловили рыбу, опуская сети в арыки, родники и колодцы. Говорят, что колодцы, в которые опускали сети, постепенно стали называться "желакудук." Впоследствии это название изменилось в произношении и стало названием кишлака, а затем района в форме "джалакудук" или "джалолкудук."

## Административно-территориальное деление
Район состоит из одного города (шахри), 7 городских посёлков (шахарча) и 7 сельских сходов граждан (кишлак-фукаролар-йигини), включающих 52 села:
- город Джалакудук — центр.

7 городских посёлков:
- Аим,
- Бештол,
- Еркишлак,
- Джалакудук,
- Кукалам,
- Куштепа,
- Южный Аламышик.

7 сельских сходов граждан:
- Абдуллабий,
- Бештал,
- Гулистан,
- Джалалкудук,
- Катартал,
- Тешикташ,
- Яркишлак.

## Природа
Рельеф представлен низменностями, возвышенностями и адырами. Климат высоких субтропических нагорий. Средняя температура июля — +27˚С, февраля — −3˚С. Вегетационный период составляет 160—180 дней. Среднегодовое количество осадков — 250 мм. Почвы района представлены светлыми лугово-сероземными разновидностями. На предгорьях произрастают эфемеровые растения
По территории района протекают реки Карадарья и Андижансай. Орошаемая система района представлена каналами Шахрихансай и Савай. Весной адыры покрываются эфемерными растениями. На целинных участках произрастают полынь и лебеда.